# Парусность
Под парусностью может подразумеваться:

- Свойство любого предмета воспринимать кинетическую энергию воздушного потока (ветра).
- Площадь проекции надводной части корабля (судна) на его диаметральную плоскость. При определении площади парусности учитываются проекции всех сплошных поверхностей: борта, надстроек, рубок, мачт, дымовых труб и т. д. При определении парусности несплошных поверхностей (лееров, такелажа и т. п.) вводится коэффициент заполнения. Возникающие от воздействия на судно штормового ветра кренящийся момент и величина дрейфа существенно зависят от парусности и возвышения над основной плоскостью центра парусности (центра тяжести надводной части корабля).
- Общая площадь всех парусов, входящих в состав парусного вооружения корабля (судна).
- Парусность (система парусов) — совокупность сшитых из полотнищ парусины мягких поверхностей — парусов, служащая движителем парусного судна, то есть аппаратом воспринимающим и передающим корпусу судна силу ветра для приведения этого судна в движение[1].